# Lars Rebien Sørensen

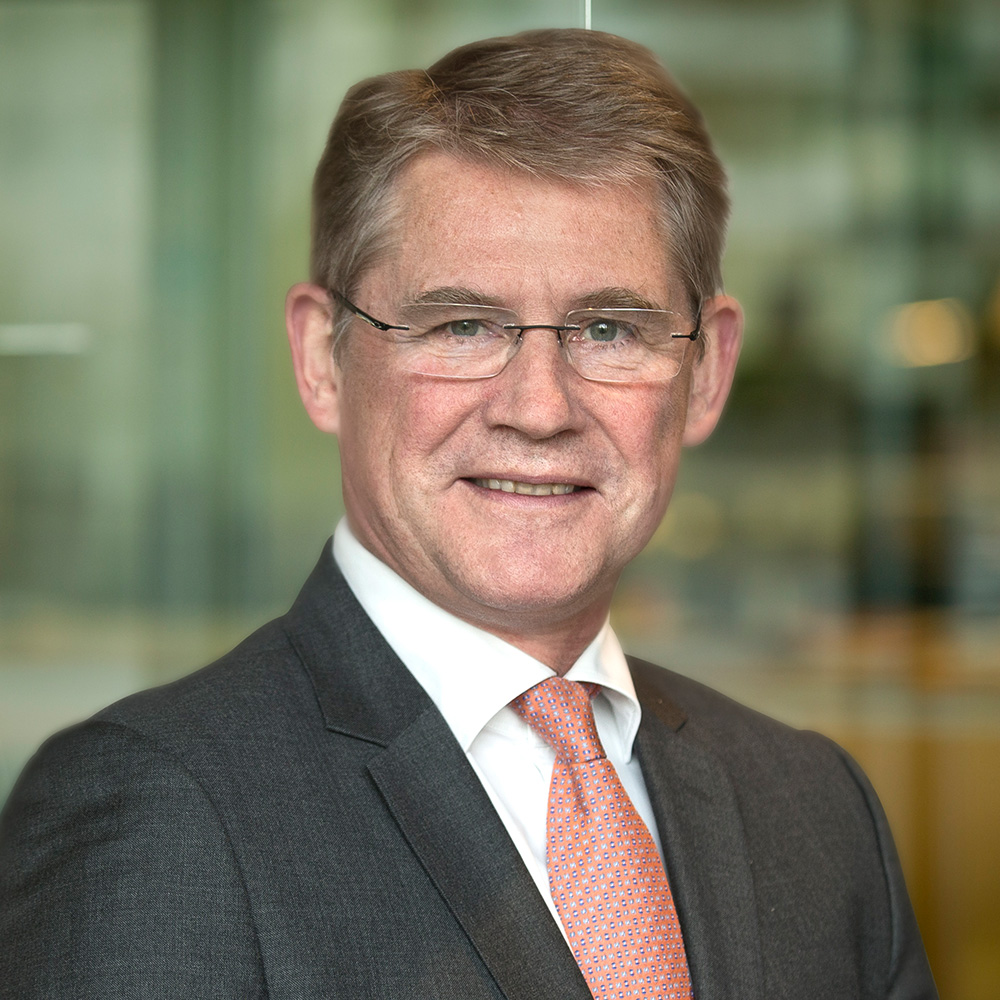
Lars Rebien Sørensen, 2017

Lars Rebien Sørensen (* 10. Oktober 1954) ist Vorstandschef des Diabetes-Pharmazie-Konzerns Novo Nordisk A/S.
Seine berufliche Laufbahn bei Novo Nordisk begann Sørensen im Marketing für Enzyme im Jahr 1982. Über die Jahre hat er zahlreiche Auslandsstationen für das Unternehmen absolviert. Sørensen wurde im Mai 1994 zum Mitglied der Unternehmensführung gewählt. Im Dezember 1994 wurde ihm die Verantwortung für den Gesundheitsbereich übertragen. Im November 2000 wurde er zum Vorstandschef des Konzerns ernannt.
Sørensen ist zudem stellvertretender Aufsichtsrat bei Carlsberg A/S, Dänemark und war von 2005 bis 2015 Aufsichtsratsmitglied der Bertelsmann AG.
Sørensen hat einen Master of Science in Forstwirtschaft von der königlichen Veterinär- und Landwirtschaftsuniversität (aufgegangen in der umweltwissenschaftlichen Fakultät an der Universität Kopenhagen) sowie einen Bachelor of Science in internationaler Volkswirtschaftslehre von der Copenhagen Business School aus dem Jahr 1983.
Sørensen erhielt die Auszeichnung zum Chevalier de l’Ordre National de la Légion d’Honneur im Jahr 2005.
Im Oktober 2007 erhielt Sørensen eine Professur an der Umweltwissenschaftliche Fakultät der Universität Kopenhagen.